# Ninì Gordini Cervi
Nini Gordini Cervi, nata Angela Rosa Gordini (Lugo, 15 agosto 1907 – Roma, 27 marzo 1978), è stata un'attrice italiana.

## Biografia
Si appassionò giovanissima alla recitazione e, ancora diciottenne, esordì sul palcoscenico con una compagnia locale. L'attività teatrale prevalentemente regionale le offrì l'occasione di incontrare Gino Cervi, a quel tempo uno degli attori emergenti dello spettacolo italiano, che poi sposerà nel 1928.
La sua carriera di attrice teatrale proseguì dapprima nella compagnia di Kiki Palmer, poi in quelle di Renzo Ricci e successivamente in quella di Romano Calò, con Sergio Tofano, Evi Maltagliati, e lo stesso Gino Cervi. Riscosse successo nel 1934 con Esami di maturità, tratta da una commedia dell'autore ungherese Ladislao Fodor. Poi nel 1936 approdò alla compagnia del Teatro Eliseo di Roma, diretta dal marito, dove restò per un triennio, sino al 1939. Lavorò anche con le compagnie De Sica, Rissone e Melnati.
La sua attività cinematografica fu meno intensa, e incentrata in ruoli di supporto o in caratterizzazioni, mai da protagonista. La prima partecipazione fu nel 1932 e, sino al 1943, prese parte a otto pellicole, delle quali due a fianco di Alida Valli, diva del periodo. Nel 1937 lavorò anche nella prosa radiofonica dell'EIAR, diretta da Romano Calò, e nel doppiaggio.
La sua interpretazione più intensa è ritenuta quella nel film Stasera niente di nuovo (1942), diretto da Mario Mattoli. Nel 1944 abbandonò il mondo dello spettacolo, anche per seguire Tonino, l'unico figlio nato dal matrimonio con Cervi, che diventerà un regista e produttore cinematografico. È sepolta accanto a lui e al marito nel cimitero Flaminio di Roma.

## Filmografia

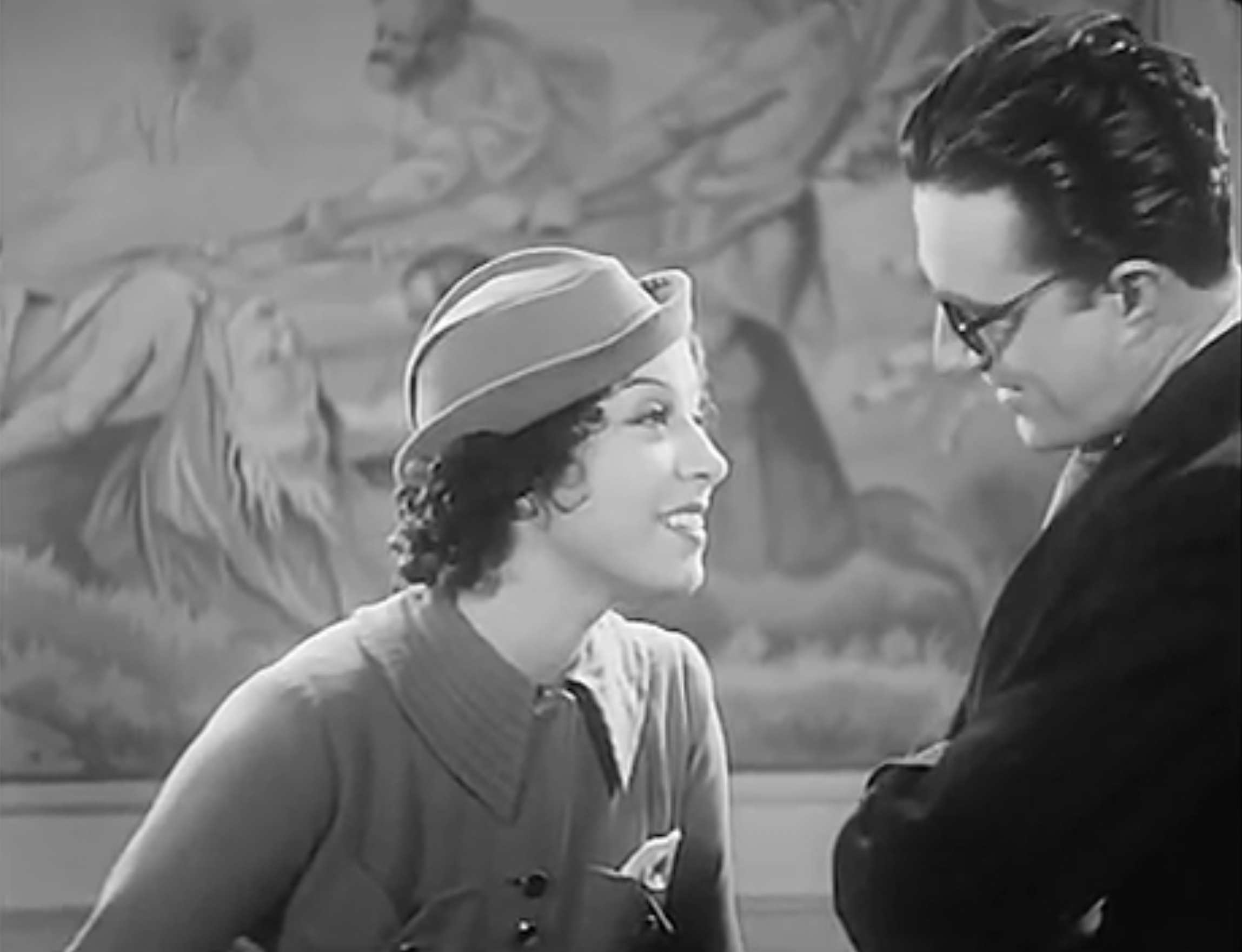
Ninì Gordini Cervi con Vittorio De Sica in Non ti conosco più (1936)

- Cinque a zero, regia di Mario Bonnard (1932)
- Non ti conosco più, regia di Nunzio Malasomma (1936)
- I due misantropi, regia di Amleto Palermi (1937)
- Eravamo 7 sorelle, regia di Nunzio Malasomma (1937)
- Mille lire al mese, regia di Max Neufeld (1938)
- La prima donna che passa, regia di Max Neufeld (1940)
- Stasera niente di nuovo, regia di Mario Mattoli (1942)
- L'angelo bianco, regia di Giulio Antamoro (1943)